# Walter von Saint Paul-Illaire
 (mars 2022).
La mise en forme du texte ne suit pas les recommandations de Wikipédia : il faut le « wikifier ».
Les points d'amélioration suivants sont les cas les plus fréquents :
- Les titres sont pré-formatés par le logiciel. Ils ne sont ni en capitales, ni en gras.
- Le texte ne doit pas être écrit en capitales (les noms de famille non plus), ni en gras, ni en italique, ni en « petit »…
- Le gras n'est utilisé que pour surligner le titre de l'article dans l'introduction, une seule fois.
- L'italique est rarement utilisé : mots en langue étrangère, titres d'œuvres, noms de bateaux, etc.
- Les citations ne sont pas en italique mais en corps de texte normal. Elles sont entourées par des guillemets français : « et ».
- Les listes à puces sont à éviter, des paragraphes rédigés étant largement préférés. Les tableaux sont à réserver à la présentation de données structurées (résultats, etc.).
- Les appels de note de bas de page (petits chiffres en exposant, introduits par l'outil «  Source ») sont à placer entre la fin de phrase et le point final[comme ça].
- Les liens internes (vers d'autres articles de Wikipédia) sont à choisir avec parcimonie. Créez des liens vers des articles approfondissant le sujet. Les termes génériques sans rapport avec le sujet sont à éviter, ainsi que les répétitions de liens vers un même terme.
- Les liens externes sont à placer uniquement dans une section « Liens externes », à la fin de l'article. Ces liens sont à choisir avec parcimonie suivant les règles définies. Si un lien sert de source à l'article, son insertion dans le texte est à faire par les notes de bas de page.
- La présentation des références doit suivre les conventions bibliographiques. Il est recommandé d'utiliser les modèles {{Ouvrage}}, {{Chapitre}}, {{Article}}, {{Lien web}} et/ou {{Bibliographie}}. Le mode d'édition visuel peut mettre en forme automatiquement les références.
- Insérer une infobox (cadre d'informations à droite) n'est pas obligatoire pour parachever la mise en page.

Pour une aide détaillée, merci de consulter Aide:Wikification.
Si vous pensez que ces points ont été résolus, vous pouvez retirer ce bandeau et améliorer la mise en forme d'un autre article.
Adalbert Emil Walter Le Tanneux von Saint Paul-Illaire (12 janvier 1860 à Berlin ; 12 décembre 1940 à Berlin) est un fonctionnaire colonial allemand en Afrique de l'Est. Il était issu de la famille noble Le Tanneux von Saint Paul (de), qui s'est installée en Prusse au XVIIe siècle. Le genre Saintpaulia de la violette africaine est nommé en son honneur après qu'il l'a découvert dans les montagnes d'Usambara et en a envoyé des graines en 1893 à Hermann Wendland, botaniste allemand et jardinier royal en chef des jardins de Herrenhausen à Hanovre, qui a donné à la plante sa première description, l'appelant Usambara veilchen (« violette d'Usambara »),.

## Biographie
Walter von Saint Paul-Illaire, fils de l'officier de marine et membre du Reichstag Ulrich von Saint Paul-Illaire (de) (1833-1902), est promu lieutenant dans l'armée prussienne. Son père s'intéresse beaucoup aux arbres, en particulier aux sapins, et correspond avec George Engelmann, médecin et botaniste du Missouri, au sujet de son souhait d'introduire et d'exploiter le potentiel économique d'Abies engelmannii (Picea engelmannii), ou épinette d'Engelmann. Il est fort probable que Walter ait hérité de sa passion pour la botanique.
En 1885, Walter von Saint Paul-Illaire rejoint la Compagnie de l'Afrique orientale allemande, privée. En janvier 1886, il participe à une expédition dans ce qui est aujourd'hui le Kenya. Il devient ensuite directeur des douanes et, en 1889, agent général de la Compagnie de l'Afrique orientale allemande à Zanzibar. En 1891, le Reich allemand reprend l'administration de l'Afrique orientale allemande et Saint Paul-Illaire devient un fonctionnaire du district de Tanga. Il y est officier de district de 1891 à 1900. C'est à cette époque qu'il remarque une plante alors qu'il se promenait parmi les rochers près de Tanga et parmi les montagnes voisines d'Usambara. Il lui donna le nom de violette à cause de ses fleurs bleues. Le nom de l'espèce, ionantha, est dérivé du grec "ίον", pour violet, et "άνθος", qui signifie fleur. De nos jours, la plante est incluse dans le genre Streptocarpus, sous le nom de Streptocarpus sect. Saintpaulia.
Dans son rôle colonial, il est actif dans le domaine du travail dans la colonie d'Afrique orientale allemande et a également plaidé pour l'exclusion des Indiens de la colonie en raison de leur quasi-monopole dans le commerce avec les Africains. Saint Paul-Illaire fait partie de l'équipe coloniale du quotidien de Cologne, le Kölnische Zeitung (de), et est membre fondateur de la branche coloniale de la Société agricole allemande. En 1896, il publie un lexique allemand-swahili. Après la Première Guerre mondiale, il s'adresse aux délégués américains et britanniques à la Conférence de la paix de Paris, demandant la restitution des colonies allemandes, écrivant sous le pseudonyme de « Africanus »,. Il écrit également pour des publications scientifiques.
À partir de 1912, Walter von Saint Paul-Illaire devient membre de la loge maçonnique de Berlin, Zum Widder. Il meurt à Berlin en 1940 et fut enterré au Cimetière des Invalides (Invalidenfriedhof), mais sa tombe n'a pas été préservée. La violette africaine qu'il a "découverte" n'est devenue populaire comme plante d'intérieur qu'après sa mort.

## Travaux
- Swahili-Sprachführer. Daresalaam 1896.
- Kriegs-Xenien: Stimmen und Stimmungen aus dem Weltkriege. Leipzig 1919.

## Sources
1. ↑  Genealogisches Handbuch des Adels, Adelslexikon Band XIV, Band 131 der Gesamtreihe, C. A. Starke Verlag, Limburg (Lahn) 2003, ISSN 0435-2408, S- 319–320
2. ↑  Eastwood, A., et al. “THE CONSERVATION STATUS OF SAINTPAULIA.” Curtis's Botanical Magazine, vol. 15, no. 1, 1998, pp. 49–62 sur JSTOR
3. ↑  "Early Discovery and Naming | Gesneriad Reference Web"
4. ↑  "Ulrich Maximilian le Tanneux v. Saint Paul-Illaire"
5. ↑  "Correspondence Saint Paul-Illaire (Ulrich) and Engelmann (George)"
6. ↑  Wie Deutsch-Ostafrika entstand : mit dem Bildnis des Verfassers und einer Karte / von Dr. Carl Peters Liepzig 1912.
7. ↑  Ulrich van der Heyden: Koloniales Gedenken im Blumentopf: Das Usambara-Veilchen und sein „Entdecker“ aus Berlin, in: Ulrich van der Heyden und Joachim Zeller (Hrsg.): Kolonialismus hierzulande – Eine Spurensuche in Deutschland. Sutton Verlag, Erfurt 2007,  (ISBN 978-3-86680-269-8), S. 220–222.
8. ↑  "Origins of African Violets and Impatiens".
9. ↑  "The Great Merger – Current Taxonomic Status | Gesneriad Reference Web".
10. ↑  Die Arbeiterfrage in Deutsch-Ostafrika; W. von St. Paul Illaire: Deutsche Kolonialzeitung › 26 (1909) › 4 (23.1.1909) p57 - 59
11. ↑  Zur Indierfrage in Deutsch-Ostafrika; WaIter v. St. Paul-Illaire: Jahrbuch Uber die deutschen Kolonien, Jahrg. 3 (1910) p. 254-263
12. ↑  "The adjustment of the German colonial claims; dedicated to the American and British delegates of the Peace conference"
13. ↑  Deutsche Bücherei (Leipzig): Weltkriegssammlung Erscheinungsdatum: 1918